# 李树森 (劳模)

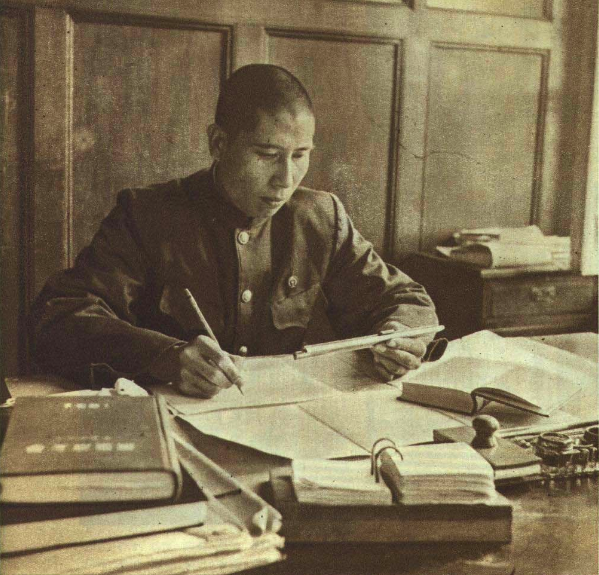
1952年，中长铁路李树森

李树森（1919年—2012年4月15日），河北省丰润县人，中华人民共和国政治人物。
担任工业劳模、北京市长辛店机车修理厂工人。1954年，当选第一届全国人民代表大会代表。后担任北京长辛店机车车辆厂副厂长兼总工程师；铁道部兰州机车厂副厂长、革委会副主任。2012年4月15日去世。